# 1883

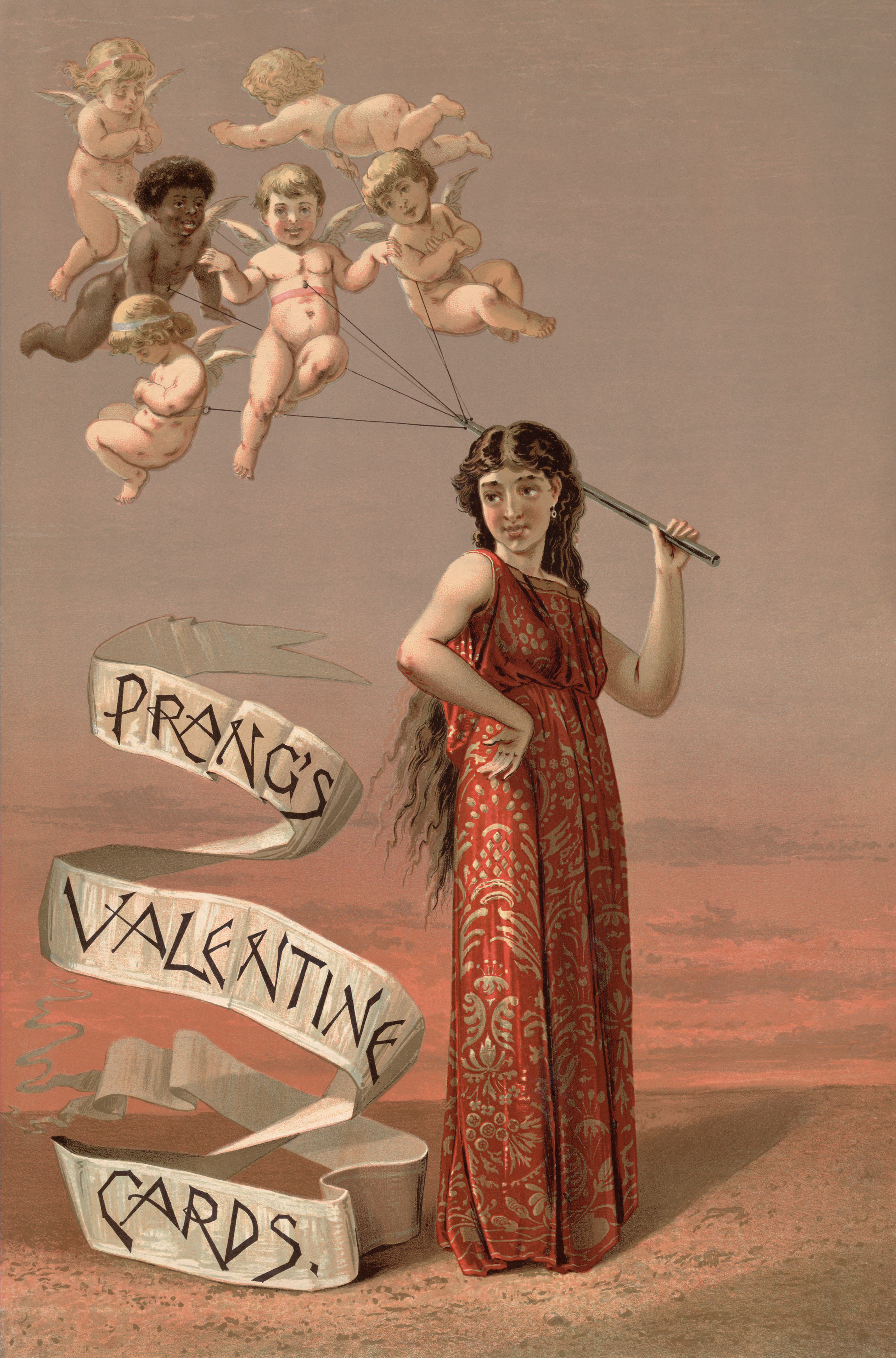
Advertentie uit 1883 voor valentijnskaarten van het merk Prang

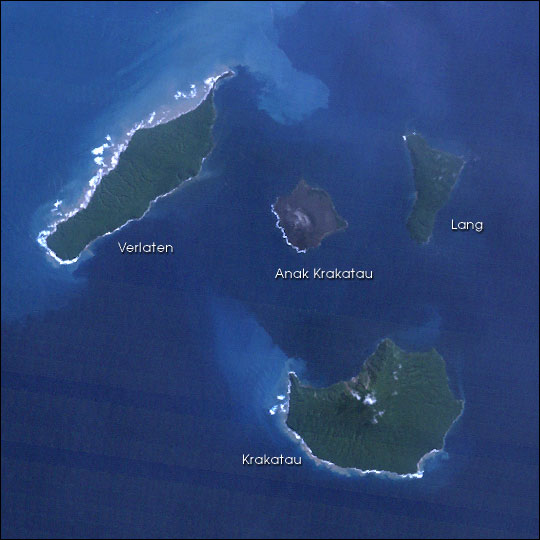
Krakatau

Het jaar 1883 is het 83e jaar in de 19e eeuw volgens de christelijke jaartelling.

## Gebeurtenissen
januari
- 1 - Op de Amsterdamse Nieuwendijk gaat de winkel van Merkelbach, waar behalve toverlantaarns bij de jaarwisseling ook vuurwerk wordt verkocht, in vlammen op als een kwajongen een brandend rotje in een la vol vuurwerk gooit.
- 19 - Bij een aanvaring tussen het Duitse tweemast zeilstoomschip "Cimbria" van de Hapag-Lloyd en het Britse stoomschip "Sultan" bij Borkum komen 437 opvarenden om het leven.
- 20 - Ontploffing van de kruitfabriek van Muiden. Meer dan honderd woonhuizen worden verwoest. De door de ontploffing veroorzaakte luchtdruk is zo groot, dat de straatlantaarns op de Keizersgracht in Amsterdam worden gedoofd.
- januari - Erasmus Kittler begint aan de Technische Hogeschool van Darmstadt als eerste hoogleraar elektrotechniek] ter wereld met zijn colleges.

maart
- 6 - Tijdens een storm bij het Waddeneiland Borkum komen 121 vissers uit Paesens-Moddergat en Zoutkamp om het leven.
- 10 - In Den Helder richten 189 marineofficieren de Vereeniging tot behartiging van de op Zee betrekking hebbende Onderwerpen op. Ze zijn bezorgd over de staat van de Nederlandse zeemacht na het vergaan van de monitor Zr.Ms. Adder door slecht onderhoud en een onvolledige bemanning.
- 20 - Jan Ernst Matzeliger wordt op de schoenstikmachine octrooi verleend. De productie van schoenen wordt daarmee veel minder arbeidsintensief, en de schoen wordt bereikbaar voor de meeste mensen.

april
- 13 - Alfred Packer wordt schuldig bevonden aan kannibalisme.
- 16 - Paul Kruger wordt president van Transvaal.
- 23 - Beëdiging van het kabinet-Heemskerk Azn.

mei
- 1 - Buffalo Bill begint onder de naam "Cody & Carver's Rocky Mountain and Prairie Exhibition" een rondreizende Wilde Westenshow.
- 24 - Opening met vuurwerk van Brooklyn Bridge, de grootste hangbrug ter wereld, die de gemeentes New York en Brooklyn verbindt. President Chester Arthur woont de feestelijkheden bij.

juni
- 1 - Maaslijn tussen Nijmegen en Venlo in gebruik genomen.
- 23 - Arrest van de Hoge Raad: Overspel hoeft niet meer te worden bewezen; het is genoeg als een van de partners voor de rechter overspel bekent. Een huwelijk kan ook ontbonden worden als een van beide partners zijn zaak niet bij de rechter komt bepleiten.

juli
- 1 - In Utrecht wordt de Nederlandsche Vélocipèdisten-Bond opgericht met voorlopig 200 leden.
- 11 - Het waterschap Het Woud wordt opgericht bij besluit van Provinciale Staten van Noord-Brabant.
- 24 - Het Noorse stoomschip SS Varna, vaartuig van de Nederlandse poolexpeditie 1882-83, zinkt in de Karazee. Bemanning en wetenschappers moeten lopend over het ijs een veilig heenkomen zoeken.

augustus
- 12 - De laatste levende Quagga (een zebra-soort) sterft in dierentuin Artis
- 27 - Bij de ontploffing van het vulkanische eiland Krakatau ontstaat een tsunami die meer dan 36.000 mensen het leven kost.

oktober
- 4 - Om 19.30 uur vertrekt uit het Parijse Gare de Strasbourg de officieel eerste Oriënt Express. De reizigers moeten in Bulgarije nog een paar keer overstappen. Later zal men rechtstreeks naar Istanboel kunnen reizen.
- 20 - Het Verdrag van Ancón wordt door Chili en Peru ondertekend. De bedoeling is om het grondconflict na de Salpeteroorlog (1879-1884) op te lossen en een stabiel post-bellum tussen de landen te creëren. Chili behoudt de op Peru veroverde regio Tarapacá.
- 28 - Ondertekening van het manifest van kunstenaarsgroep Les XX.

november
- 1 - Station IJmuiden wordt in gebruik genomen.
- 5 - In de Slag van El Obeid (Soedan) wordt het Anglo-Egyptisch leger van William Hicks vernietigd door het Mahdileger van Mohammed Ahmad ibn Abd Allah.

december
- 6 - Het Londense warenhuis Harrods brandt af.
- 24 - De Rus Achilles de Khotinsky richt te Rotterdam de eerste Nederlandse gloeilampenfabriek op onder de naam: NV Elektriciteits-Maatschappij, Systeem de Khotinsky.

zonder datum:
- De Amerikaanse arts George Howard Monks ontwikkelt het bordspel halma.
- In het rugby wordt voor het eerst het jaarlijkse Vierlandentoernooi gehouden tussen Engeland, Schotland, Ierland en Wales. Engeland wint dat toernooi.
- Charles Fritts maakt de eerste werkende zonnecel.

## Muziek
- Johannes Brahms componeert zijn Symfonie nr 3, Opus 90
- Antonín Dvořák schrijft de ouverture Opus 67 Husitská
- Edvard Grieg componeert Fragmenter av Pianokonsert
- Giacomo Puccini componeert Capriccio Sinfonico
- Johann Strauss jr. schrijft de operette Eine nacht in Venedig
- 17-21 juni: tijdens een koorfestival is To digte af Henrik Ibsen van Thorvald Lammers voor het eerst te horen.

## Beeldende kunst

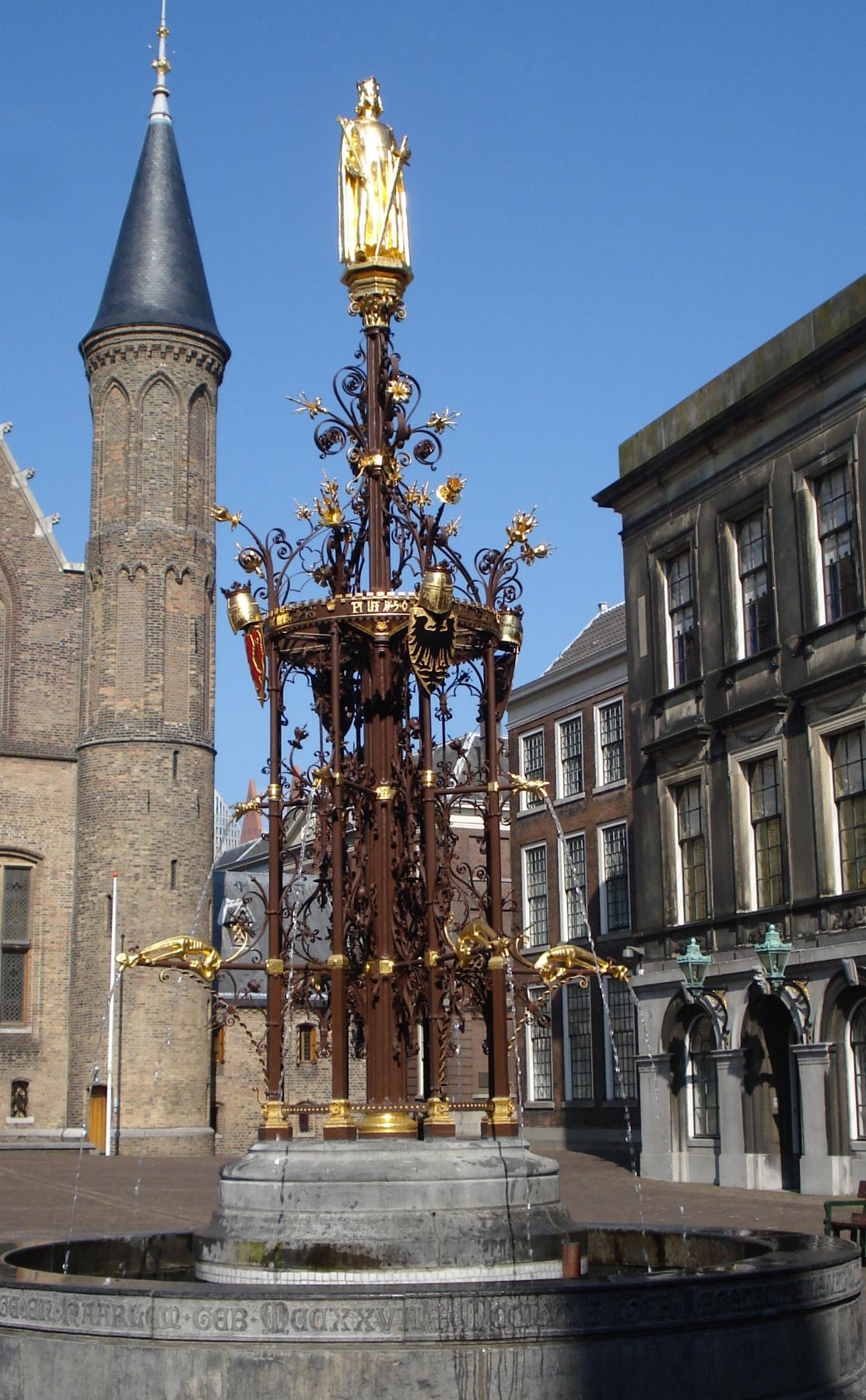
Fontein Binnenhof met beeld graaf Willem II (1883) Cuypers & Jünger, Binnenhof, Den Haag
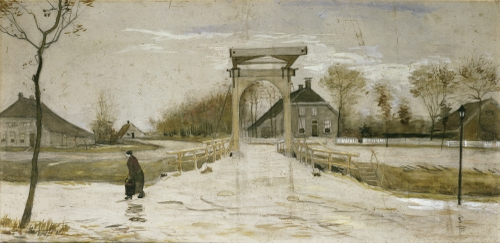
Ophaalbrug in Nieuw-Amsterdam (1883) Vincent van Gogh
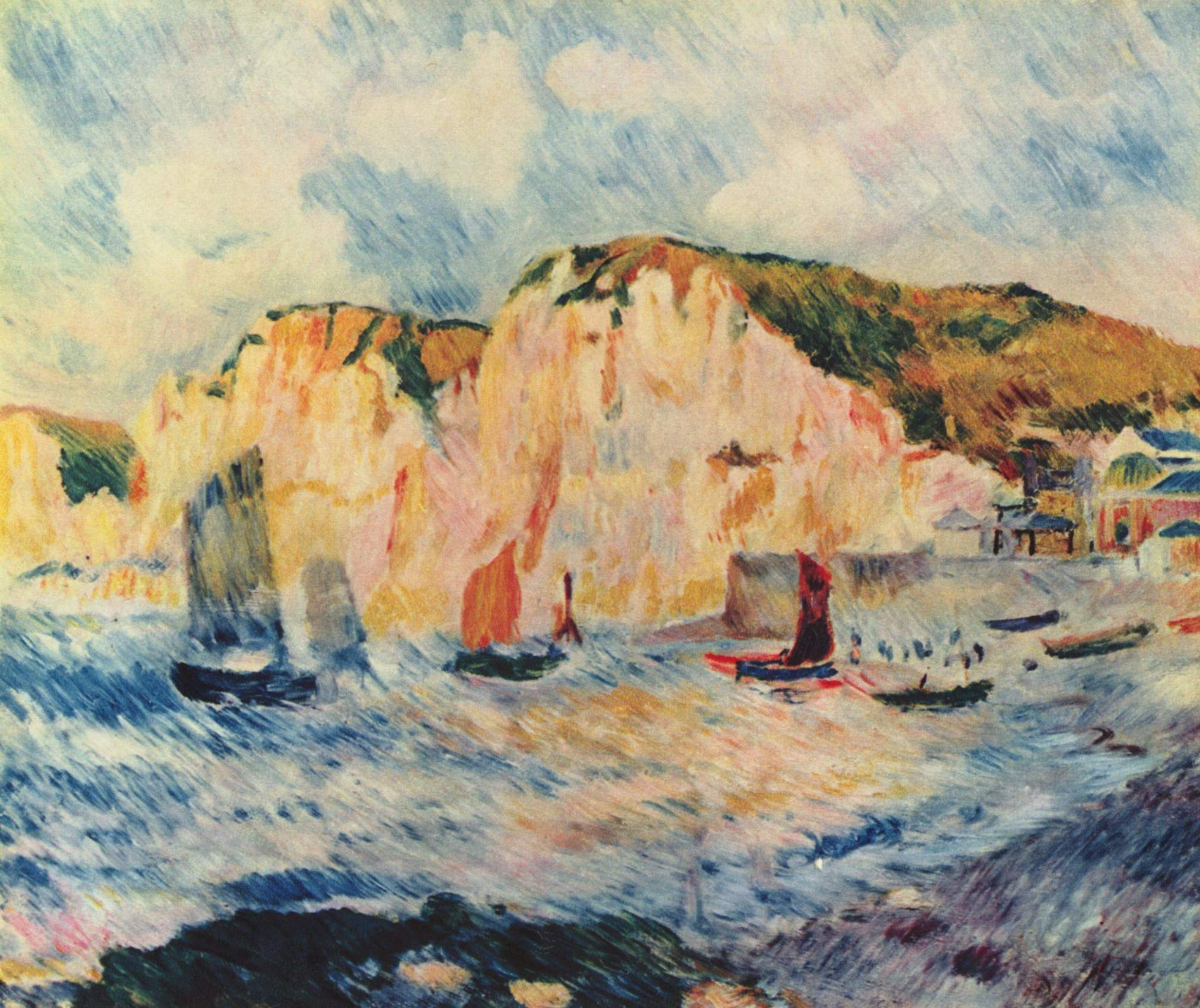
Zee en klippen (ca. 1883) Pierre-Auguste Renoir, Metropolitan Museum
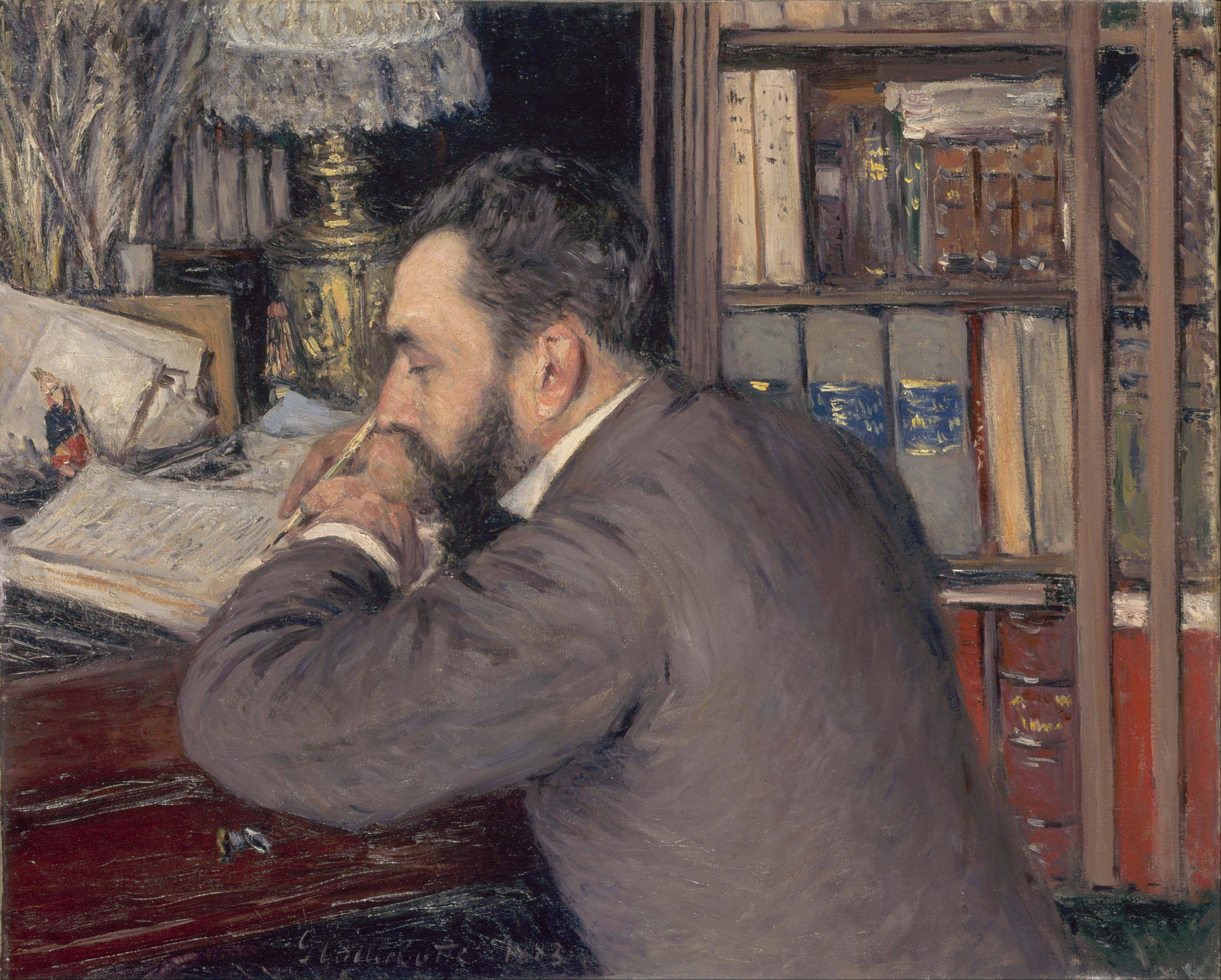
Henri Cordier (1883) Gustave Caillebotte

## Bouwkunst

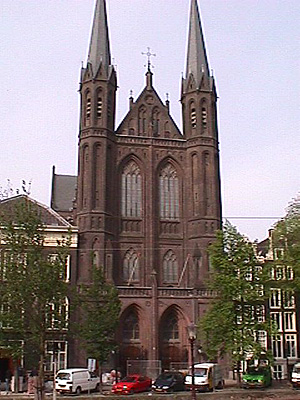
Xaveriuskerk, Amsterdam (1883) Alfred Tepe
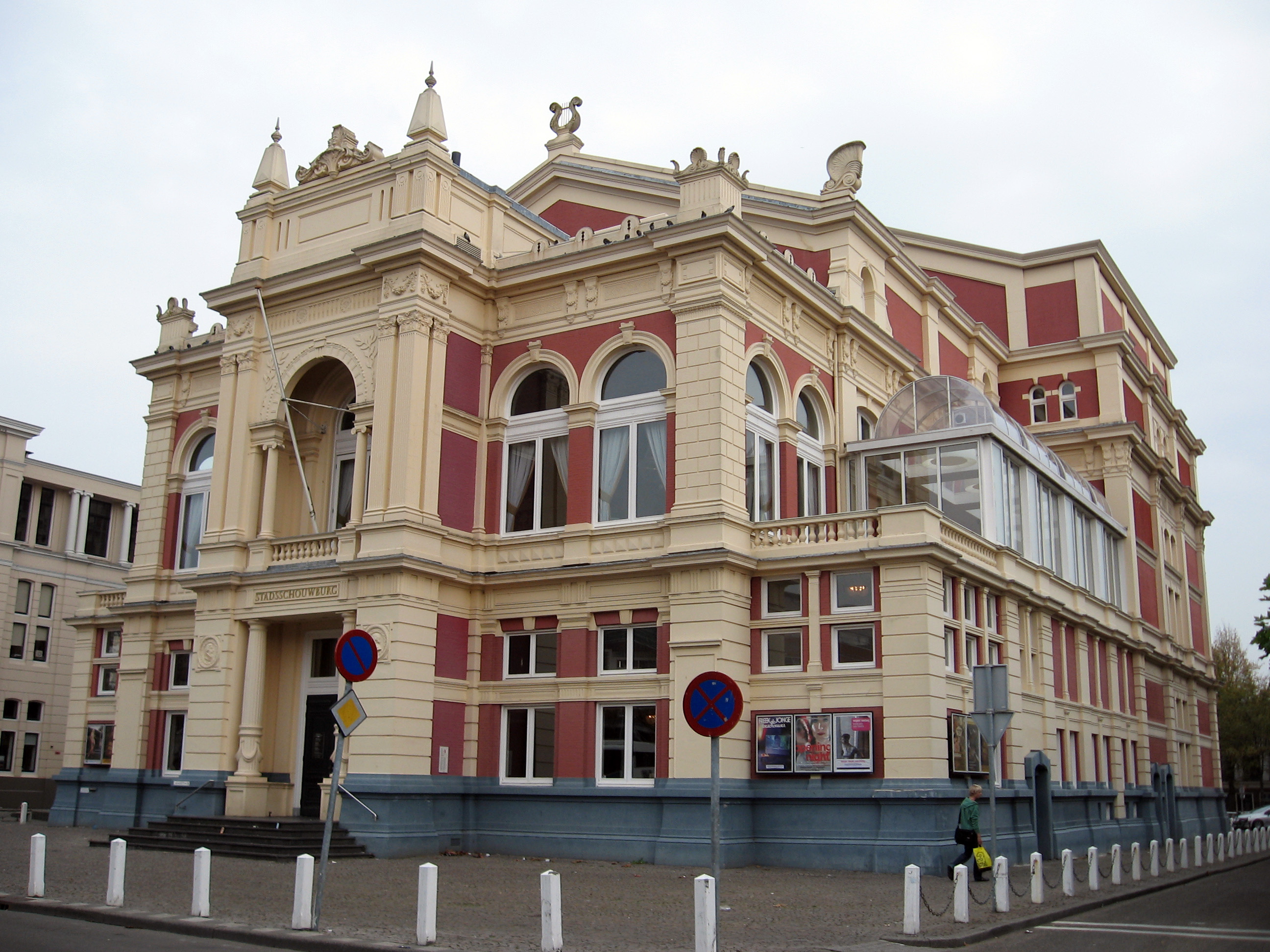
Stadsschouwburg (Groningen) (1883) Frederik Willem van Gendt en Hugo Pieter Vogel
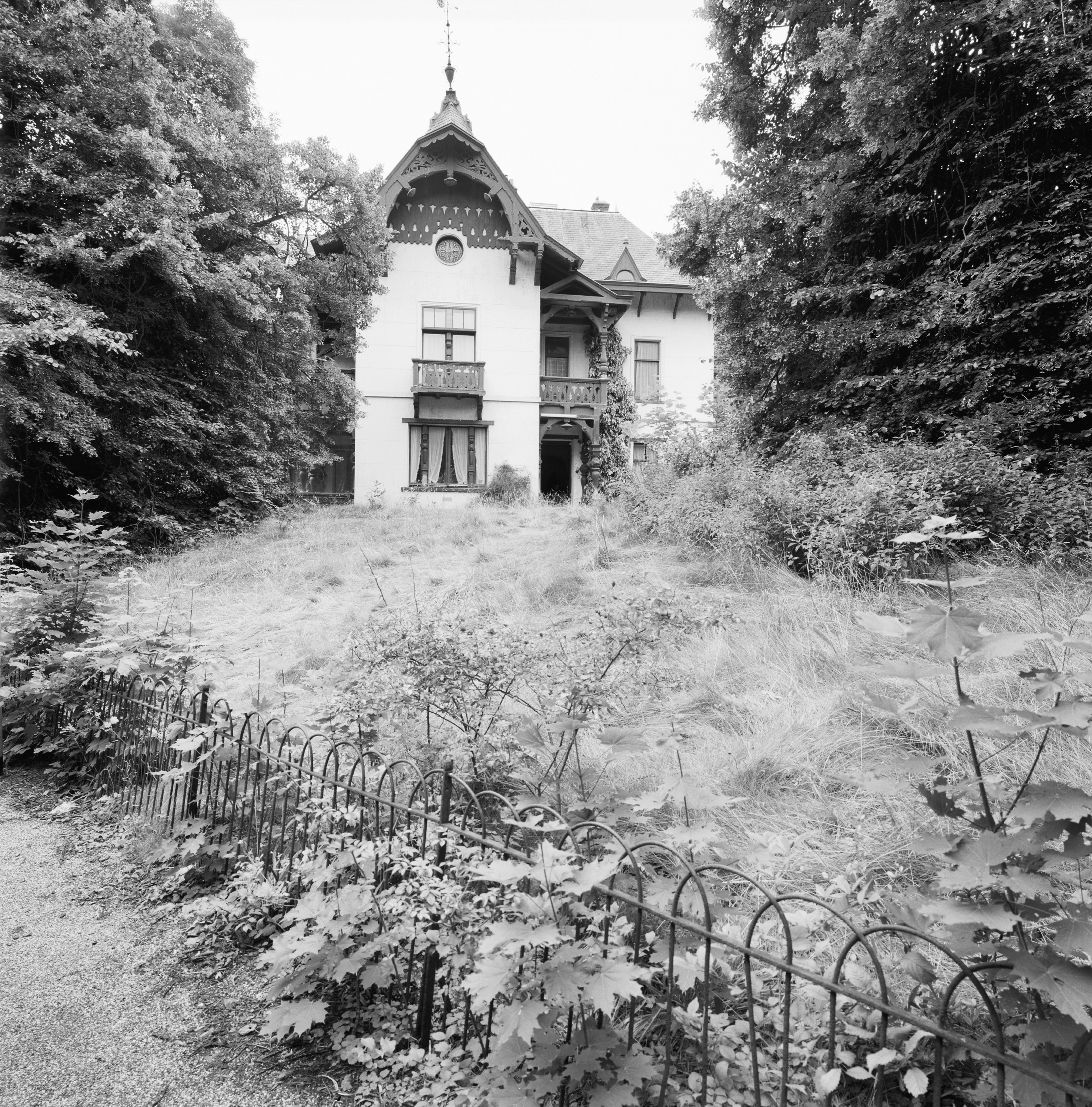
Villa Duin-Ouwe (1883) Jacob van den Ban
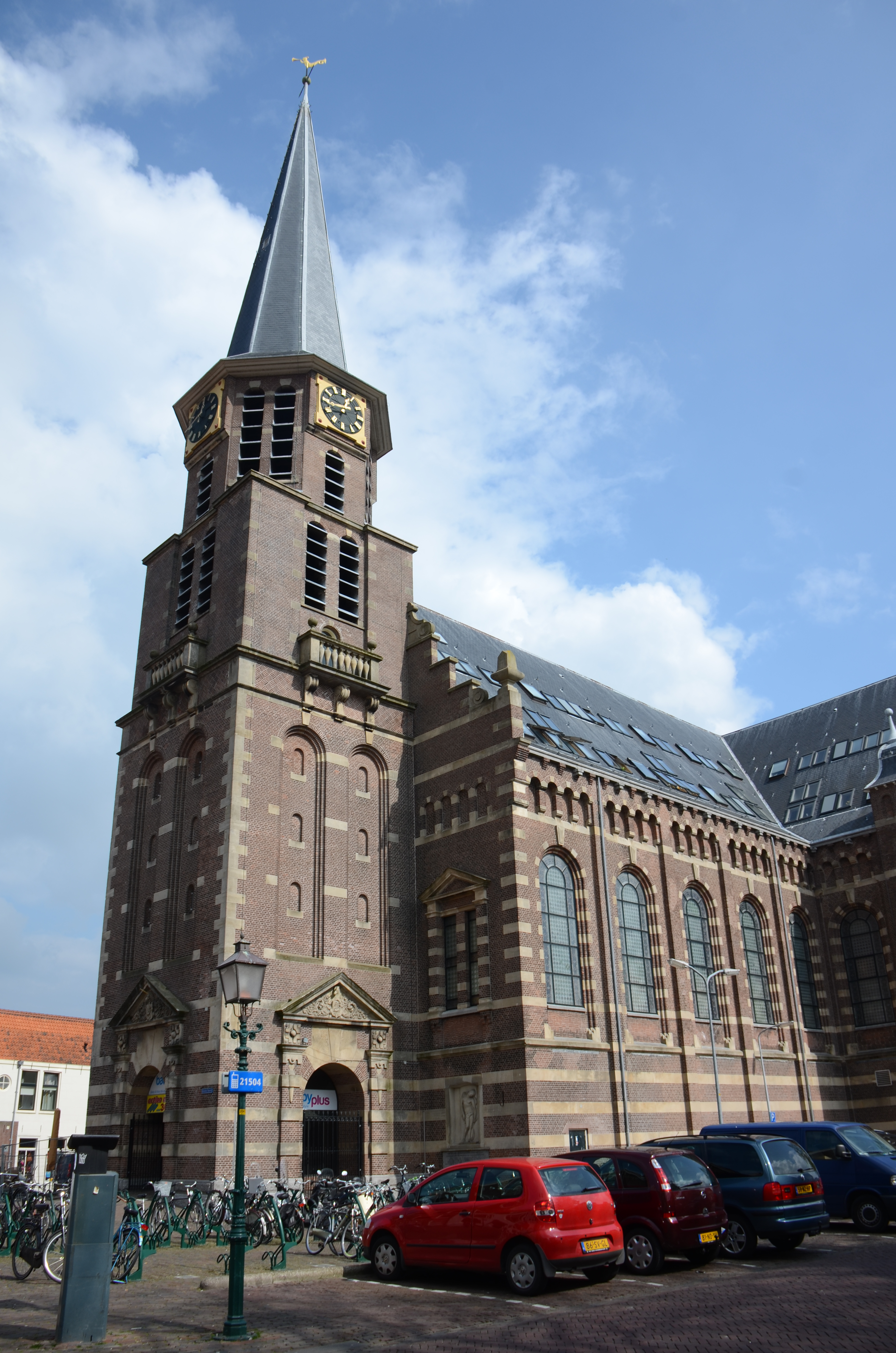
Na twee jaar bouwen wordt de Grote Kerk (Constantijn Muysken) in Hoorn opgeleverd

## Geboren

### januari
- 1 - Ko Arnoldi, Nederlands acteur (overleden 1964)
- 3 - Clement Attlee, Brits politicus (overleden 1967)
- 4 - Arthur Faingnaert, Belgisch journalist en Vlaams activist (overleden 1971)
- 7 - Albert Hemelman, Nederlands kunstenaar (overleden 1951)
- 10 - Francis X. Bushman, Amerikaans acteur (overleden 1966)
- 21 - Eulogio Rodriguez, Filipijns politicus en ondernemer (overleden 1964)
- 27 - Bok de Korver, Nederlands voetballer (overleden 1957)
- 27 - Charles Henry Purcell, Amerikaans civiel ingenieur (overleden 1951)
- 31 - Oskar von Hindenburg, Duits generaal (overleden 1960)

### februari
- 8 - Joseph Schumpeter, Tsjechisch econoom (overleden 1950)
- 10 - Edith Clarke, Amerikaans elektrotechnisch ingenieur (overleden 1959)
- 14 - Laurentius Nicolaas Deckers, Nederlands politicus (overleden 1978)
- 18 - Nikos Kazantzakis, Grieks schrijver (overleden 1957)
- 23 - Karl Jaspers, Duits psychiater en filosoof (overleden 1969)
- 23 - Walter Kuntze, Duits generaal (overleden 1960)
- 24 - Amleto Giovanni Cicognani, Italiaans kardinaal-staatssecretaris (overleden 1973)

### maart
- 1 - Adrienne Morrison, Amerikaans actrice (overleden 1940)
- 1 - Arnold De Munnynck, Belgisch tenor (overleden 1977)
- 13 - William Brunton, Canadees acteur (overleden 1965)
- 13 - Enrico Toselli, Italiaans componist en pianist (overleden 1926)
- 17 - Henri Ch.C.J. van der Mandere, Nederlands journalist en vredesactivist (overleden 1959)
- 19 - Walter Haworth, Brits scheikundige en Nobelprijswinnaar (overleden 1950)
- 21 - Filemon Perez, Filipijns politicus (overleden 1943)

### april
- 1 - Albert-Edouard Janssen, Belgisch politicus (overleden 1966)
- 4 - Albert Servaes, Vlaams kunstschilder (overleden 1966)
- 19 - Getúlio Vargas, Braziliaans advocaat en politicus; president 1930-1955 en 1951-1954 (overleden 1954)
- 21 - Kyuzo Mifune, Japans judoka (overleden 1965)
- 25 - Semjon Boedjonny, Russisch maarschalk (overleden 1973)
- 30 - Jaroslav Hašek, Tsjechisch schrijver (overleden 1923)

### mei
- 1 - Karel Heijting, Nederlands voetballer en militair (overleden 1951)
- 4 - Maurice Geûens, Belgisch advocaat en volksvertegenwoordiger (overleden 1967)
- 4 - Jan Olieslagers, Belgisch luchtvaartpionier en motorrenner (overleden 1942)
- 6 - Jens Hundseid, Noors politicus (overleden 1965)
- 8 - José Ortega y Gasset, Spaans filosoof (overleden 1955)
- 17 - Cor Bruijn, Nederlands schrijver van streekromans (overleden 1978)
- 18 - Walter Gropius, Duits-Amerikaans architect (overleden 1969)
- 23 - Douglas Fairbanks, Amerikaans acteur (overleden 1939)

### juni
- 5 - John Maynard Keynes, Brits econoom (overleden 1946)
- 11 - Aubrey Fitch, Amerikaans admiraal (overleden 1978)
- 12 - Fernand Gonder, Frans atleet (overleden 1969)
- 15 - Henri Delaunay, Frans voetballer, scheidsrechter en sportbestuurder (overleden 1955)
- 17 - Johann Wartner, Duits politicus (overleden 1963)
- 19 - Alfred Portielje, Belgisch architect (overleden 1965)
- 20 - August Schotte, Nederlands atleet (overleden 1968)
- 20 - Jules Verstraete, Nederlands acteur (overleden 1951)
- 24 - Victor Franz Hess, Oostenrijks-Amerikaans natuurkundige en Nobelprijswinnaar (overleden 1964)

### juli
- 3 - Franz Kafka, Tsjechisch (Duitstalig) schrijver (overleden 1924)
- 10 - Johannes Blaskowitz, Duits generaal (overleden 1948)
- 10 - Sam Wood, Amerikaans filmregisseur (overleden 1949)
- 13 - Willem Hendrik van Norden, Nederlands beeldend kunstenaar (overleden 1978)
- 17 - Friedrich Ahlers-Hestermann, Duits kunstschilder en lithograaf (overleden 1973)
- 19 - Max Fleischer, Pools-Amerikaans tekenfilmpionier (overleden 1972)
- 19 - Louis Paulhan, Frans luchtvaartpionier (overleden 1963)
- 23 - Alan Brooke, Brits veldmaarschalk (overleden 1963)
- 24 - Thomas Waller, Surinaams planter en politicus (overleden 1966)
- 28 - Angela Raubal, Oostenrijks halfzus van Adolf Hitler (overleden 1949)
- 29 - Benito Mussolini, Italiaans fascistisch dictator (overleden 1945)
- 30 - Nelly de Rooij, Nederlandse zoöloog en herpetoloog (overleden 1964)
- 31 - Ramón Fonst, Cubaans schermer (overleden 1959)

### augustus
- 1 - August Lindgren, Deens voetballer (overleden 1945)
- 6 - Paul Collin, Nederlands zanger en cabaretier (overleden 1968)
- 12 - Jan Schouten, Nederlands politicus (overleden 1963)
- 19 - Gabrielle 'Coco' Chanel, Frans modeontwerpster (overleden 1971)
- 28 - Jan Arnoldus Schouten, Nederlands wiskundige en hoogleraar (overleden 1971)
- 29 - Henricus Lamiroy, Belgisch priester en bisschop van Brugge (overleden 1952)
- 30 - Theo van Doesburg, Nederlands kunstenaar en oprichter van De Stijl (overleden 1931)

### september
- 3 - Jos Wielders, Nederlands architect (overleden 1949)
- 5 - Mel Sheppard, Amerikaans atleet (overleden 1942)
- 13 - LeRoy Samse, Amerikaans atleet (overleden 1956)
- 16 - Neely Edwards, Amerikaans acteur (overleden 1965)
- 20 - Maria Baers, Belgisch maatschappelijk werkster, politica, bestuurster en activiste (overleden 1959)
- 20 - Teofisto Guingona sr., Filipijns bestuurder en politicus (overleden 1963)

### oktober
- 4 - Arthur Jauniaux, Belgisch senator (overleden 1949)
- 8 - Otto Heinrich Warburg, Duits fysioloog, medicus en Nobelprijswinnaar (overleden 1970)
- 13 - Marinus Jan Granpré Molière, Nederlands architect en stedenbouwer (overleden 1972)
- 20 - Jacob Hamel, Nederlands zanger en dirigent (overleden 1943)
- 31 - Marie Laurencin, Franse kunstenares (overleden 1956)

### november
- 3 - Ford Sterling, Amerikaans komiek en acteur (overleden 1939)
- 5 - Francisco Buencamino, Filipijns componist (overleden 1952)
- 8 - Arnold Bax, Engels componist, pianist en dichter (overleden 1953)
- 17 - Henk Robijns, Nederlands biljarter (overleden 1959)
- 25 - Thea Sternheim, auteur, vertaler en dagboekschrijfster (overleden 1971)
- 27 - Belfort Duarte, Braziliaans voetballer (overleden 1918)

### december
- 4 - Katharine Susannah Prichard, Australisch schrijfster (overleden 1969)
- 10 - Giovanni Messe, Italiaans generaal en politicus (overleden 1968)
- 11 - Ercole Olgeni, Italiaans roeier (overleden 1947)
- 16 - Gustave Guillaume, Frans linguïst (overleden 1960)
- 16 - Max Linder (pseudoniem van Gabriel-Maximilien Neuvielle), Frans acteur (overleden 1925)
- 19 - Louis Davids, Nederlands cabaretier en revue-artiest (overleden 1939)
- 19 - Harrie Kuyten, Nederlands graficus en kunstschilder (overleden 1952)
- 23 - Ernest Apers, Belgisch architect (overleden 1959)
- 23 - Hubert Pierlot, Belgisch politicus (overleden 1963)
- 25 - Harry Stenqvist, Zweeds wielrenner (overleden 1968)
- 29 - Henri Koot, Nederlands deskundige op het gebied van cryptografie en cryptologie (overleden 1959)

### datum onbekend
- Lü Bicheng - Chinees schrijfster en dichteres (overleden 1943)

## Overleden
januari
- 24 - Friedrich von Flotow (70), Duits componist

februari
- 13 - Richard Wagner (69), Duits componist

maart
- 14 - Karl Marx (64), Duits filosoof en grondlegger van het marxisme
- 27 - Philipp Christoph Zeller (74), Duits entomoloog

april
- 30 - Édouard Manet (51), Frans schilder

mei
- 26 - Abd al-Kader (75), Algerijns vrijheidsstrijder

juni
- 6 - Per Lasson (24), Noors componist
- 14 - Edward FitzGerald, Engels schrijver en vertaler

augustus
- 24 - Louis Latouche (53), Frans kunstschilder

september
- 2 - Cromwell Fleetwood Varley (55), Engels elektrotechnicus
- 10 - Hendrik Conscience (70), Vlaams schrijver
- 15 - Joseph Plateau (81), Belgisch natuur- en wiskundige
- 21 - Johannes van Vloten (65), Nederlands letterkundige en hoogleraar

november
- 19 - Carl Wilhelm Siemens (60), Brits-Duits industrieel en uitvinder

december
- 26 - Giacomo Di Chirico (39), Italiaans kunstschilder

## Weerextremen in België
- 1 januari: hoogste etmaalgemiddelde temperatuur ooit op deze dag: 12,1 °C.
- 15 maart: laagste etmaalgemiddelde temperatuur ooit op deze dag: −2,3 °C.
- 16 maart: laagste etmaalgemiddelde temperatuur ooit op deze dag: −2,6 °C en laagste minimumtemperatuur: −6,6 °C.
- 23 maart: laagste minimumtemperatuur ooit op deze dag: −7 °C.
- 16 augustus: hoogste etmaalsom van de neerslag ooit op deze dag: 17,3 mm.
- 31 augustus: hoogste etmaalsom van de neerslag ooit op deze dag: 19,1 mm.
- 2 oktober: hoogste etmaalsom van de neerslag ooit op deze dag: 18,5 mm.